# ジュラヴェナトル
ジュラヴェナトル（Juravenator）は小型（体長75 cm）のコエルロサウルス類の獣脚類恐竜の属の一つである。ジュラ紀後期（1億5100万年前-1億5200万年前）に現在はドイツのジュラ山脈となっている地域に生息してた。現在のところ単一の標本のみが知られている。

## 発見と命名

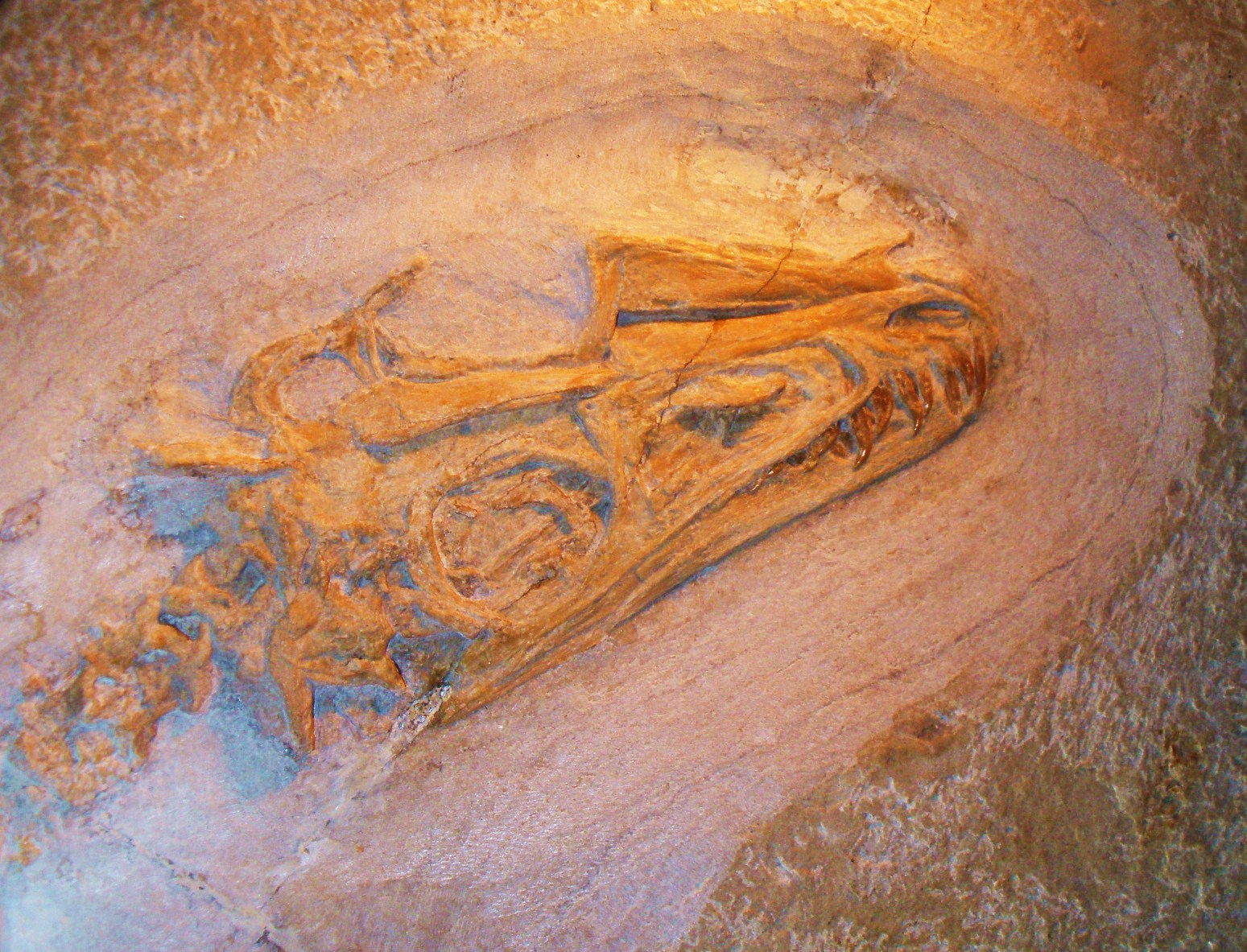
頭骨

1998年の夏、アイヒシュテットにあるアイヒシュテット・ジュラ博物館はシャムハウプテンチョーク採石場近郊での古生物調査を行った。調査計画の終了間際に二人のボランティア、クラウスディーター・ヴァイスとその兄弟ハンスヨアヒム・ヴァイスは明らかな脊椎動物の化石が見て取れるチョークの岩盤を発見した。最初のプレパレーションにより小型の獣脚類の頭骨が発掘された。しかし、化石がもろく、硬いケイ酸カルシウムを除去するには時間と費用を要した。そこでプレパレーションを続行する価値があるかどうか確認のため、CTスキャンが行われた。この結果残されているのは首と臀部の一部のみということが分かり、プレパレーションは中止された。この発見は1999年にGünther Viohlにより科学文献に報告された。2001年までにこの化石はメディアで取り上げられ、ドイツの報道でBorsti という愛称が付いた。この名前は剛毛の犬に一般的な名前で、この生物が剛毛状の原羽毛を持っていたという仮定に基づくものである。2003年に博物館の新館長Martina Kölbl-Ebertによりプレパレーションの終了が決定された。プレパレーターのPino Völklは発見以降700時間におよび化石の剖出を行い、ほぼ全ての骨格が得られた。
2006年にUrsula GöhlichおよびLuis Chiappeによりタイプ種Juravenator starki として命名、記載された。属名はジュラ紀のバイエルンのジュラ山脈とラテン語で「狩人」を意味するvenator に由来する。種小名は発掘地の所有者であるStark家に献名されたものである。
ホロタイプJME Sch 200はパインテン層の泥灰岩層Malm Epsilon 2 のキンメリッジ期、約1億5100万年前から1億5200万年前の地層で発見された。標本は瀬側を海底に向けた状態で化石化しており、体の下側から骨にアクセスすることになり、石版がさらに分割されることがなかった。雌板はなかった。幼体のものであり、頭骨を含むほぼ完全に関節した骨格である。尾の先端のみ見つかっていない。小領域ではあるが印象もしくは軟組織が残っている。この標本は現在のところ、ヨーロッパで発見された非鳥獣脚類のものとしては最も完全である。

## 特徴
ジュラヴェナトルは小型で二足歩行の捕食者である。ホロタイプは幼体の個体のものであり、体長は75 cmほどであった。2006年および2010年にGöhlichはこの属の記相となる特徴を確立した。吻部前方の前上顎骨にある4つの歯には歯冠の後縁の上部1/3ほどに鋸歯がある。前上顎骨と上顎骨の歯列の間には隙間が無い。上顎骨の歯は数が少なく、ホロタイプでは8本であった。窪みもしくは「窩」といった頭部の大きな開口部、後眼窩窓は長く、前方に広がっている。上腕骨は比較的短い。手の鉤爪は基部が高く、中ほどで幅が急に細くなっていた。尾の中ほどの関節突起は弓形である。

### 羽毛と鱗

タイプ標本とヒトの大きさ比較

ジュラヴェナトルは最初、コンプソグナトゥスに近縁なコンプソグナトゥス科に分類された。コンプソグナトゥスの標本の一つには尾に鱗の痕跡が保存されたものがあるが、同科でもシノサウロプテリクス、シノカリオプテリクスではうぶ毛や羽毛に似たもので覆われていた痕跡が発見されている。単報では「羽毛恐竜の仲間なのに羽毛がない！」と宣伝されていた。しかし、断片的な化石化したジュラヴェナトルの皮膚（8番目から22番目の尾椎、下脚）には主として通常恐竜に見られる鱗のみでなく単純な羽毛も存在した痕跡があった。ネイチャー誌上にて古生物学者徐星は、ジュラヴェナトルの尾に鱗が存在したことは初期の羽毛恐竜での羽毛の生え方が現在の鳥類のものよりはるかに多様であったことを表しているだとコメントしている。徐はまた、広範に渡って鱗に覆われていたことは原始的な特徴の可能性があることを示唆するもので、ジュラヴェナトルがコンプソグナトゥス科であると解釈することに疑問を呈した。そして、ジュラヴェナトルや他の原始的な羽毛恐竜が単に現在の鳥類が下脚と脚のみ持つのと異なり、より広範にわたって鱗に覆われていただけである可能性が最も高いと考えた。 
徐の解釈はジュラヴェナトルの化石についての後続の研究でも支持された。原記載の最初の追加研究では、おそらく原羽毛とみられるかすかな単繊維構造が尾の先と臀部に存在することが報告された。さらに2010年に発表された論文では、 Helmut Tischlingerによる紫外線下での標本の調査が行われた。この調査ではシノサウロプテリクスなどの他のコンプソグナトゥス科の原羽毛に似た単繊維状構造がより広範に見つかった。この調査ではまた、吻部、下脚に追加の鱗が発見され、尾椎の血道弓の間に垂直のコラーゲン繊維も見つかった。2012年にAchim Reisdorf およびMichael Wuttkeは Juravenator starki のホロタイプのタフォノミー状況についての記載を行った。

## 分類
ジュラヴェナトルは最初、コンプソグナトゥス科に分類されたものの、後続の研究ではこの判断に対する疑問が生じた。Butler et al.はジュラヴェナトルはコンプソグナトゥス科ではなく、シノサウロプテリクスなどの他のコンプソグナトゥス科と一緒に分類するよりは基底的なマニラプトル類に分類されるとした。コンプソグナトゥス科に属すかあるいは、より進歩的なグループに属すかより原始的かという研究の競合が生じた。Luis ChiappeおよびUrsula Göhlichにより2010年に発表された追加的な研究ではジュラヴェナトルは解剖学的にコンプソグナトゥスに最も似ており、コンプソグナトゥス科が自然な分類群である限り、このグループに属す可能性が高いということがわかった。またChiappeとGöhlichはジュラヴェナトルを含むコンプソグナトゥス科は単系統の系統群ではなく原始的なコエルロサウルス類の段階を形成している可能性があると示唆した。2011年にCristiano dal SassoおよびSimone Maganucoはコンプソグナトゥス科が自然な分類群であり、ジュラヴェナトルはシノサウロプテリクスと姉妹種であるとする解析結果を発表した。しかし、2013年に発表されたコエルロサウルス類の大規模な系統解析では再びジュラヴェナトルはコンプソグナトゥス科に近縁ではあるがこのグループに含まれないことがわかった。それよりもむしろマニラプトル形類の外側に位置する系統群としてオルニトレステスに近縁であるという結果が得られている。

## 生態

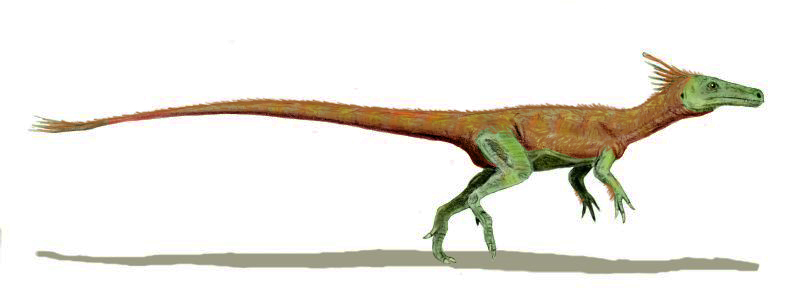
復元図

ジュラヴェナトルの強膜輪を現生の鳥類や爬虫類と比較した結果、夜行性である可能性が示された。

## 参照
1. ↑  Viohl, G. 1999. "Discovery of a new small theropod". Archaeopteryx 17: 15-19
2. 1 2 3 4  Göhlich, U.B. and Chiappe, L.M. (2006). "A new carnivorous dinosaur from the Late Jurassic Solnhofen archipelago." Nature, 440: 329-332.
3. 1 2  Reisdorf, A.G., and Wuttke, M. (2012). "Re-evaluating Moodie's Opisthotonic-Posture Hypothesis in fossil vertebrates. Part I: Reptiles - The taphonomy of the bipedal dinosaurs Compsognathus longipes and Juravenator starki from the Solnhofen Archipelago (Jurassic, Germany)." Palaeobiodiversity and Palaeoenvironments, 92(1): 119-168 doi:10.1007/s12549-011-0068-y
4. 1 2 3  Chiappe, L.M. and Göhlich, U.B. (2010). "Anatomy of Juravenator starki (Theropoda: Coelurosauria) from the Late Jurassic of Germany. Neues Jahrbuch für Geologie und Paläontologie - Abhandlungen, 258(3): 257-296. doi:10.1127/0077-7749/2010/0125
5. ↑  「進化：羽毛恐竜の仲間なのに羽毛のない恐竜」(nature・ハイライト:2006)
6. 1 2  Goehlich, U.B., Tischlinger, H., and Chiappe, L.M. (2006). "Juravenator starki (Reptilia, Theropoda) ein neuer Raubdinosaurier aus dem Oberjura der Suedlichen Frankenalb (Sueddeutschland): Skelettanatomie und Weichteilbefunde." Archaeopteryx, 24: 1-26.
7. ↑  Xu, X. (2006). "Scales, feathers, and dinosaurs". "Nature", 440: 287-288.
8. ↑  Butler, R.J., and Upchurch, P. (2007). "Highly incomplete taxa and the phylogenetic relationships of the theropod dinosaur Juravenator starki." Journal of Vertebrate Paleontology, 27(1): 253-256.
9. ↑  Cristiano dal Sasso & Simone Maganuco, 2011,  Scipionyx samniticus (Theropoda: Compsognathidae) from the Lower Cretaceous of Italy — Osteology, ontogenetic assessment, phylogeny, soft tissue anatomy, taphonomy and palaeobiology, Memorie della  Società Italiana de Scienze Naturali e del Museo Civico di Storia Naturale di Milano XXXVII(I): 1-281
10. ↑  Godefroit, Pascal; Cau, Andrea; Hu, Dong-Yu; Escuillié, François; Wu, Wenhao; Dyke, Gareth (2013). “A Jurassic avialan dinosaur from China resolves the early phylogenetic history of birds”. Nature in press. doi:10.1038/nature12168.
11. ↑  Schmitz, L.; Motani, R. (2011). “Nocturnality in Dinosaurs Inferred from Scleral Ring and Orbit Morphology”. Science 332. doi:10.1126/science.1200043. PMID 21493820.